# Sairam Iyer
Sairam Iyer es un cantante indio, nacido en Bombay.

## Carrera
Sairam fue influenciado por Lata Mangeshkar y Asha Bhosle.
Sairam recibió felicitaciones por su habilidad de cantar y por su voz dual, esto por directores de música del cine hindi, como Naushad, Laxmikant Pyarelal y Kalyanji Anandji (este último para la película "Little Wonders", en la que Sairam ha interpretado temas musicales en varias ocasiones). El compositor Anil Biswas, lo declaró como la "octava maravilla del mundo" por su forma de cantar.
Por más de 10 años, Sairam se ha dedicado a la música clásica y ligera. Las raíces de su éxito, Sairam admitió, que su carrera musical se remonta gracias al apoyo de su familia y que tuvo una formación bajo la tutela de Pandit Shri Pradeep Chatterjee y Pandit Shri Dhruva Ghosh en una academia de música llamado "Sangeet Mahabharati", donde obtuvo un Diplomado en música "Hindustani Vocal" de Música Clásica. Sairam Iyer también ha realizado un diplomado en música vocal en la Universidad de Mumbai, bajo la tutela de directores de música como Shri Kamlakar Bhagwat y Shri Achyut Thakur.

## Actuaciones en directo
Ha realizado una serie de giras de concierto, en país India y en otros países como el Reino Unido, Estados Unidos, Canadá, Sudáfrica, Oriente próximo, Oriente medio y Extremo oriente.
- Khajuraho Dance festival.
- Madras Dance and Music festival.
- John Coltrane's Music festival - Los Angeles where he performed with the guitarist Carlos Santana and Alice Coltrane, John Coltrane's pianist wife.
- Spirit of Unity festival held at Vishakapatnam, Shirdi and Srikakulam.

## Discografía
- Sairam and Sairam.[1][2]

- The Mantram Collection"[3]
- Sairam performs with kavita krishnamurti and her troupe.